# Johann Hinrich Klapmeyer (Orgelbauer, 1690)
Johann Hinrich Klapmeyer (* um 1690 in Krempe; † 23. November 1757) war ein deutscher Orgelbauer.

## Leben
Johann Hinrich Klapmeyer erlernte den Beruf vermutlich bei seinem Vater Johann (Jean) Werner Klapmeyer, der Geselle bei Arp Schnitger gewesen und unter anderem am Neubau der Orgel in Wittmund beteiligt war. 1729 erwarb er das Bürgerrecht von Glückstadt und wirkte dort als Orgel und Instrumentenmacher. Nebenbei betrieb er eine Herberge mit Gastwirtschaft. Er stand ab 1733 in Auseinandersetzung mit seinen Konkurrenten Lambert Daniel Kastens und Johann Dietrich Busch, die in Itzehoe eine Werkstatt führten. Nach fünfmaliger Eingabe an den dänischen König erhielt Klapmeyer 1735 die ersehnte Orgelbaukonzession auf Lebenszeit für den Bereich Schleswig-Holstein. In seinen letzten Lebensjahren war er gesundheitlich angeschlagen und arbeitete in seiner Gastwirtschaft. Die Orgelarbeiten übernahm sein Geselle Johann Joachim Maaß. Nach Klapmeyers Tod wurde 1758 der Witwe das Privileg übertragen, die Maaß mit den Arbeiten beauftragte. 1763 erhielt dieser von ihr das Privileg.
Der Nachfahre gleichen Namens, Johann Hinrich Klapmeyer (1724–1792), möglicherweise ein Enkel, hatte seinen Sitz in Oldenburg (Niedersachsen) und baute und reparierte Instrumente in der Orgellandschaft Oldenburg und zwischen Elbe und Weser.

## Werkliste
| Jahr      | Ort                         | Kirche                     | Bild | Manuale | Register | Bemerkungen |
| --------- | --------------------------- | -------------------------- | ---- | ------- | -------- | --- |
| 1719–1720 | Barmstedt                   | Heiligen-Geist-Kirche      |      | III/P   | 31       | Neubau; 1990 von Alfred Führer restauriert |
| 1721      | Herzhorn                    | St. Annen                  |      |         |          | Neubau |
| 1724      | Bützfleth                   | St.-Nicolai-Kirche         |      | II/P    | 22       | Reparatur der Orgel von Johann Werner Klapmeyer (1703–1705); nur Gehäuse erhalten |
| 1726      | Oederquart                  | St. Johannis               |      | III/p   | 28       | Reparatur der Orgel von Arp Schnitger (1678–1682) |
| 1727–1730 | Altenbruch                  | St.-Nicolai-Kirche         |      | III/P   | 35       | Umsetzung und Umbau der Orgel aus dem 15.–17. Jh., 9 Register von Klapmeyer (ganz oder teilweise) erhalten → Orgel der St.-Nicolai-Kirche (Altenbruch) |
| 1735      | Wyk auf Föhr                | St. Nicolai (Wyk auf Föhr) |      | I/P     | ?        | Neubau einer einmanualigen Orgel mit Pedaltürmen; 1955/1956 Umbau durch Rudolf von Beckerath Orgelbau, bei dem das bisherige Manualwerk zum Rückpositiv wurde und ein neues Hauptwerk ergänzt wurde (II/P/25); einige Register erhalten                                                                                 |
| 1736–1738 | Wesselburen                 | St. Bartholomäus           |      | II/P    | 31       | Neubau; Prospekt und einige Register erhalten; restliches Pfeifenwerk von Rowan West rekonstruiert |
| 1734–1738 | Neuenkirchen (Dithmarschen) | St. Jacobi                 |      | II/P    | 25       | Neubau; 1884–1885 durch Johann Färber ersetzt und Rückpositiv entfernt; Prospekt teilweise erhalten |
| 1738–1740 | Kotzenbüll                  | Nikolaikirche              |      | I/P     | 15       | Reparatur und Erweiterung der Orgel von etwa 1550 (9 Register) um ein selbstständiges Pedal (6 Register); nach späteren Umbauten und Renovierungen (1848, 1859 (durch Johann Hinrich Färber (u. a. neugotischer Prospekt)), 1958) sind noch 6 Register des 16. Jahrhunderts und 4 Pedalregister von Klapmeyer erhalten. |
| 1757      | Cadenberge                  | St.-Nicolai-Kirche         |      | II/P    | 28       | 1764 Vollendung der Orgel durch Dietrich Christoph Gloger; 1936 von P. Furtwängler & Hammer umgebaut. |